# Ouces
Ouces o San Juan de Ouces (llamada oficialmente San Xoán de Ouces) es una parroquia española del municipio de Bergondo, en la provincia de La Coruña, Galicia.

## Entidades de población
Entidades de población que forman parte de la parroquia:
- A Lagoa
- Cangas
- Cornide
- Costa de Ouces
- Gandarío
- Mesoiro
- Casal (O Casal)
- Mato (O Mato)
- Outeiro (O Outeiro)
- Río (O Río)
- Reboredo
- Silvoso
- Tatín

## Demografía
| Gráfica de evolución demográfica de Ouces entre 2000 y 2021 |
|                                                             |
| Datos según el nomenclátor publicado por el INE.            |